# 中田珠未
中田珠未（日语：／ Nakada Tamami，1997年12月21日—），日本女子籃球運動員，效力於JX-ENEOS向日葵，主要位置為中鋒。

## 經歷
- 明星学園中學校（日语：学校法人明星学園） - 明星学園高等學校（日语：学校法人明星学園） - 早稻田大學 - JX-ENEOS向日葵（日语：JX-ENEOSサンフラワーズ）（2020年－）

## 日本代表經歷
- 2013年亞洲U16青年女子籃球錦標賽
- 2014年U17世界青年女子籃球錦標賽
- 2014年亞洲U18青年女子籃球錦標賽
- 2017年威廉·瓊斯盃國際籃球邀請賽
- 2017年夏季世界大學運動會
- 2018年威廉·瓊斯盃國際籃球邀請賽
- 2018年亞洲運動會
- 2019年女子亞洲盃籃球賽
- 2021年女子亞洲盃籃球賽

## 外部連結
- 早稲田大学バスケットボール部（页面存档备份，存于） （日語）
- 中田珠未的X（前Twitter）
- 中田珠未的Instagram帳戶